# Grapa (Serbia)
Grapa (cyr. Грапа) – wieś w Serbii, w okręgu pirockim, w gminie Dimitrovgrad. W 2011 roku liczyła 3 mieszkańców.